# Абдурахим Буза
Абдурахим Буза (на албански: Abdurrahim Buza) е албански художник.

## Биография
Роден е на 22 декември 1905 година в Скопие, тогава в Османската империя в семейство от Дяково. На 9 години остава кръгъл сирак. В 1924 година се мести да живее в Албания с намерението да преследва академичната си цел. Основно образование завършва в Шкодра, а средно – в Тирана, в гимназията „Кемал Стафа“ с помощта на Байрам Цури. След това Буза получава държавна стипендия, за да следва изящни изкуства в Италия. Учи при едни от най-изтъкнатите за времето си художници в Италия, сред които са Цезар Феро от Торино и Галилео Чини от Академията за изящни изкуства във Флоренция. В 1933 година Буза успешно завършва монументално и декоративно изкуство.

## Постижения
В творческия си път Буза създава над 500 маслени картини и хиляди рисунки и графики. Неговите творби се съхраняват в Националната галерия за изкуство в Тирана. Награден е от албанския парламент с отличието „Заслужил художник“ в 1960 година и „Художник на народа“ в 1978 година.

## Известни творби
- Dasma kosovare
- Pogradeci
- Lagjja ime Nusja kosovare (1950),
- Një pjate rrush (1957),
- Autoportret (1960),
- Lojërat popullore
- Azem Galica dhe luftëtarët
- Refugjatët